# フリーPC
フリーPCとは、無料でパソコンを提供するサービスの事である。無料PCとも呼ばれる。

## 概要
アメリカのFree-PC社(現en:eMachines社)が1999年2月にサービスを開始したのが始まりとされる。
サービスによって違うが、特定の証券口座やクレジットカードの申込や、特定の回線業者やプロバイダーとの契約及び一定期間の継続利用や、特定のショッピングモールでの毎月一定金額の商品購入や、定期的なアンケートの回答などが条件として課される事が多い。
日本でも1999年頃からバーテックスリンク（現「ストライダーズ」）やソーテックなどが低価格なデスクトップPCをセットにして相次いで参入したものの、大半は早期にサービス終了している。
2010年頃からはWiMAXなどのモバイルネットワークを一定期間契約すれば安価なノートパソコン（主にネットブック）が無料で提供されることを謳うサービスが登場している。